# 名古屋市立野立小学校
名古屋市立野立小学校（なごやしりつ のだてしょうがっこう）は、名古屋市熱田区青池町の公立小学校。

## 通学区域
- すべて熱田区
  - 青池町[1]
  - 明野町[1]
  - 河田町[1]
  - 川並町[1]
  - 切戸町[1]
  - 千代田町[1]
  - 中出町[1]
  - 野立町1～2丁目[1]
  - 野立町3丁目[1]
  - 野立町字下川田[1]
  - 幡野町[1]
  - 比々野町[1]
  - 南八熊町[1]

## 進学先中学校
- 名古屋市立日比野中学校[2]